# Pimelodella buckleyi
Pimelodella buckleyi is een straalvinnige vissensoort uit de familie van de antennemeervallen (Heptapteridae). De wetenschappelijke naam van de soort is voor het eerst geldig gepubliceerd in 1887 door Boulenger.
De soort bereikt een lengte van 16 cm.
De soort komt voor in zoetwater in Zuid-Amerika, meer bepaald in Ecuador en Peru.